# Aventuras Fantásticas (jogos de RPG)
Aventuras Fantásticas refere-se às inúmeras adaptações para RPG das séries de livros-jogos Aventuras Fantásticas e e Artes Mágicas! (Fighting Fantasy e Sorcery! no original) criadas pelos britânicos Ian Livingstone e Steve Jackson. Os jogos são ambientados no mundo de Titan.

## Edições

### Primeira edição
| Título                                                | Autor(es)                                                    | Capista            | Arte interna                | Publicação | ISBN                                  |
| ----------------------------------------------------- | ------------------------------------------------------------ | ------------------ | --------------------------- | ---------- | ------------------------------------- |
| Fighting Fantasy - The Introductory Role-playing Game | Steve Jackson                                                | Duncan Smith       | Duncan Smith                | 1984       | ISBN 0-14-031709-0                    |
| The Riddling Reaver                                   | Paul Mason e Steve Williams (Editado por Steve Jackson)      | Peter Andrew Jones | Brian Williams & Leo Hartas | 1986       | ISBN 0-14-032156-X                    |
| Out of the Pit †                                      | Steve Jackson e Ian Livingstone (Editado por Marc Gascoigne) | Christos Achilleos | Vários                      | 1985 1989  | ISBN 0-14-031999-9 ISBN 0-14-034131-5 |
| Titan - The Fighting Fantasy World ¶                  | Steve Jackson e Ian Livingstone (Editado por Marc Gascoigne) | Christos Achilleos | Vários                      | 1985 1989  | ISBN 0-14-032127-6 ISBN 0-14-034132-3 |

### SistemaAdvanced Fighting Fantasy
| Título     | Autores                      | Capista      | Arte interna   | Publicação | ISBN               |
| ---------- | ---------------------------- | ------------ | -------------- | ---------- | ------------------ |
| Dungeoneer | Marc Gascoigne e Pete Tamlyn | John Sibbick | John Sibbick   | 1989       | ISBN 0-14-032936-6 |
| Blacksand! | Marc Gascoigne e Pete Tamlyn | John Sibbick | Russ Nicholson | 1990       | ISBN 0-14-034396-2 |
| Allansia   | Marc Gascoigne e Pete Tamlyn | John Sibbick | Russ Nicholson | 1994       | ISBN 0-14-036051-4 |

### Adaptações para oSistema D20
Em 2003, Jamie Wallis adaptou livros de Aventuras Fantásticas e Sorcery! como aventuras para o Sistema d20, sendo portanto, compatíveis com a terceira edição de Dungeons & Dragons, essas adaptações foram publicadas pela editora inglesa Myriador. E entre 2008 e 2009, reeditado em formato pdf pela Greywood Publishing. A editora anunciou um projeto de  uma nova adaptação, mas o projeto foi abandonado.
Fighting Fantasy
- The Warlock of Firetop Mountain
- Livingstone, Ian; Wallis, Jamie (2003). The Forest of Doom. [S.l.]: Myriador. ISBN 978-1-904629-06-1 32 pages.
- Livingstone, Ian; Wallis, Jamie (2003). Deathtrap Dungeon. [S.l.]: Myriador. ISBN 1-904629-02-4 40 pages.
- Livingstone, Ian; Wallis, Jamie (2003). Caverns of the Snow Witch. [S.l.]: Myriador 40 pages.
- Livingstone, Ian; Wallis, Jamie (2004). Trial of Champions. [S.l.]: Myriador. ISBN 978-1-904629-04-7 32 pages.

Sorcery!
- Jackson, Steve; Wallis, Jamie (2003). Sorcery! 1 - The Shamutanti Hills. The D20 Conversion. [S.l.]: Myriador. ISBN 978-1-90462-903-0 40 pages.
- Jackson, Steve; Wallis, Jamie (2004). Sorcery! 2 - Kharé, Cityport of Traps. The D20 Conversion. [S.l.]: Myriador. ISBN 978-1-90462-905-4 32 pages
- Jackson, Steve; Wallis, Jamie (2004). Sorcery! 3 - The Seven Serpents. The D20 Conversion. [S.l.]: Myriador. ISBN 978-1-90462-907-8 32 pages

### Advanced Fighting Fantasytítulos publicados pela Arion Games (2011-atualmente)
A principal mudança trazida por esta edição é a adição do  sistema de magia de Sorcery!.
| No.     | Título                           | Autores                                                      | Capista                 | Arte interna                       | Publicação | ISBN                   |
| ------- | -------------------------------- | ------------------------------------------------------------ | ----------------------- | ---------------------------------- | ---------- | ---------------------- |
| CB77001 | Advanced Fighting Fantasy        | Graham Bottley                                               | John Sibbick            | Vários                             | 2011       | ISBN 978-0-85744-067-9 |
| CB77002 | Out of the Pit                   | Steve Jackson e Ian Livingstone (Editado por Marc Gascoigne) | Christos Achilleos      | Vários                             | 2011       | ISBN 978-0-85744-068-6 |
| CB77003 | Titan                            | Steve Jackson e Ian Livingstone (Editado por Marc Gascoigne) | John Christos Achilleos | Vários                             | 2011       | ISBN 978-0-85744-069-3 |
| CB77004 | Crown of Kings                   | Graham Bottley e Steve Jackson                               | John Blanche            | John Blanche                       | 2012       | ISBN 978-0-85744-121-8 |
| CB77005 | Heroes Companion                 | Graham Bottley                                               | John Sibbick            | Russ Nicholson                     | 2012       | ISBN 978-0-85744-157-7 |
| CB77006 | Blacksand                        | Graham Bottley                                               | Martin McKenna          | Iain McCaig and Steve Luxton       | 2012       | Nenhum                 |
| CB77007 | The Sorcery Spell Book           | Graham Bottley e Steve Jackson                               | Maggie Kneen            | John Blanche                       | 2013       | Nenhum                 |
| CB77008 | Beyond the Pit                   | Andrew Wright                                                | Terry Oakes             | Vários                             | 2013       | Nenhum                 |
| CB77008 | 'The Warlock of Firetop Mountain | Brett Schofield                                              | Martin McKenna          | Russ Nicholson and Brett Schofield | 2014       | Nenhum                 |

## No Brasil
A Marques Saraiva, editora que publicou os livros-jogos, também publicou os RPGs na década de 1990, em 2006, a Caladwin publicou a adaptação para d20 de The Warlock of Firetop Mountain e em 2008, a adaptação de Caverns of the Snow Witch, em 2010, as edições 29 e 30 da revista Dragon Slayer, apresentam as regras para aventuras em Titan baseado nas regras originais dos livros-jogos e usando apenas dados de seis faces, o texto é de Gustavo Brauner, que traduziu a série de livros-jogos publicados pela Jambô entre 2009 e 2013.
Série Aventuras Fantásticas - Livros de Apoio
1. Out of the Pit - Saídos do Inferno
2. Titan - O Mundo de Aventuras Fantásticas
3. RPG / Aventuras Fantásticas - Uma introdução aos role-playing games
4. O Saqueador de Charadas

Série Aventuras Fantásticas RPG Avançado
1. Dungeoneer
2. Blacksand

Série Fighting Fantasy/D20
1. O Feiticeiro da Montanha de Fogo
2. As Cavernas da Feiticeira da Neve